# Josef Weiland
Josef Weiland (* 21. September 1882 in Schrick; † 12. Juli 1961 in Stammersdorf) war ein österreichischer Mundartdichter.

## Leben
Josef Weiland, geboren als Sohn einer Bauernfamilie, besuchte die Volksschule in Schrick und im Anschluss das Stiftsgymnasium  Kremsmünster. Er arbeitete als Versicherungsmathematiker in Triest und Wien.
Im Jahre 1920 übersiedelte er mit seiner Familie nach Stammersdorf, wo er bis zu seinem Tod im Jahre 1961 lebte.

## Ehrungen

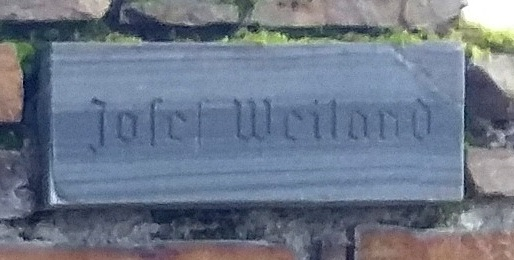
Ehrentafel in der Dichtersteinanlage Offenhausen

- 1952 Ehrenbürgerschaft von Schrick
- 1959 Gedenktafel am Geburtshaus
- 1960 Ehrenplakette des Landes Niederösterreich
- 1966 Benennung der ehemaligen Smitalgasse in Wien-Floridsdorf (21. Bezirk) in Weilandgasse[1]

## Publikationen
- Aus da Weingegnd. Ernste und heitere Gedichte in niederösterreichischer Mundart. Selbstverlag, Stammersdorf 1927.
- s Hauerrastl. Gedichte in der Mundart des Viertels unter dem Manhartsberg. Selbstverlag, Stammersdorf 1932.
- Mei dritts Lesn. Ernstes und Heiteres in der Mundart des niederösterreichischen Weinviertels. Selbstverlag, Stammerdorf 1935.
- Lassts eng dazähln. Anhang zu Mei dritts Lesn. Selbstverlag, Stammerdorf 1935.
- Liada, Lehrn und allahand. 1945.
- Ausle(g)weinbar und Leskern. Hirigst in mein Weinbiri. Ausgewählte Dichtungen in der Ui-Mundart des niederösterreichischen Weinviertels. Wiener Dom-Verlag, Wien 1949.
- Letzts Lesn. Gedichte in niederösterreichischer Mundart (Weinviertel). Auswahl von Anton Thomas Dietmaier und Johannes Hauer, Lebendiges Wort – Band 185, Verlag Welsermühl, Wels 1982, ISBN 3-85339-546-5.
- Gesammelte Werke. Edition Weinviertel, Gösing 2012, ISBN 978-3-902589-29-3.[2]